# Цинкование

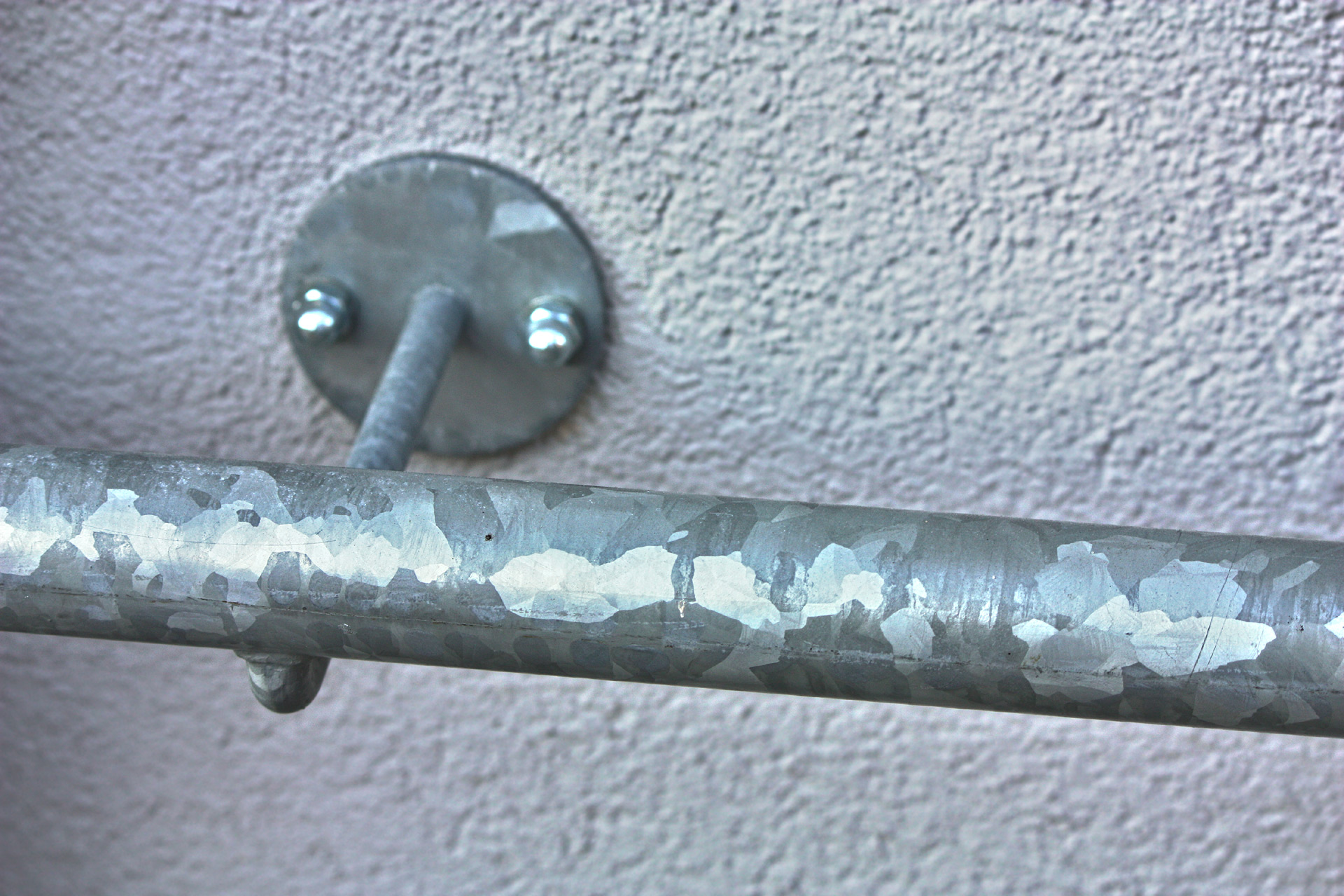
Оцинкованный элемент конструкции

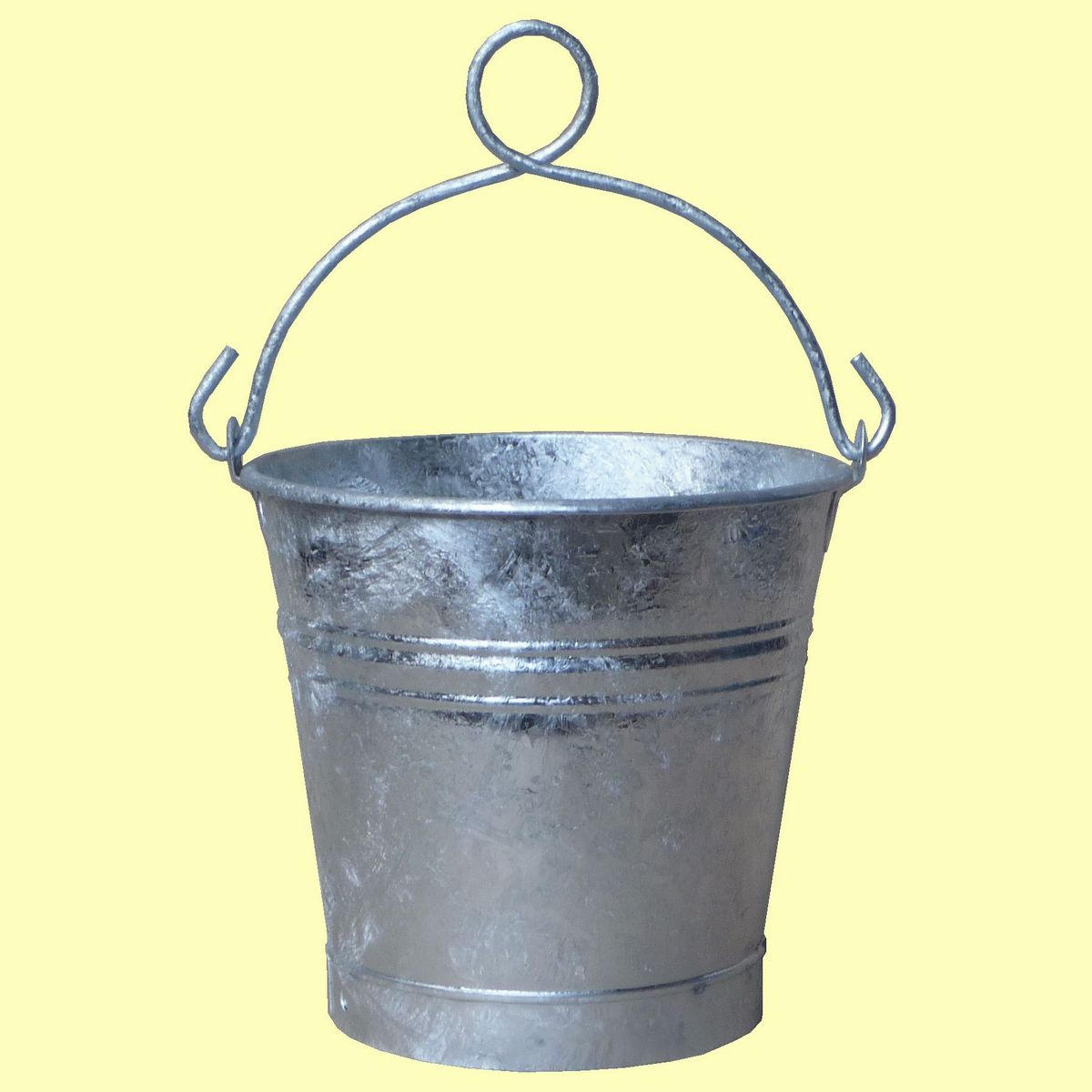
Оцинкованное ведро

Цинкова́ние (оцинко́вка) — покрытие металла слоем цинка для защиты от коррозии. Подходит для ровных или с небольшим изгибом поверхностей, не подверженных механическим воздействиям.
Метод защиты основан на следующем принципе. Большинство металлов (например, цинк, олово, алюминий) окисляются на воздухе, при этом на поверхности металла образуется плотная защитная плёнка из соединений окисленного металла. Эта плёнка препятствует проникновению кислорода вглубь металла и таким образом останавливает дальнейшее окисление металла. Однако в случае железа процесс происходит иначе. Образующиеся соединения окисленного железа (например, гидроксиды) имеют больший объём по сравнению с первоначальным металлом, в результате образующаяся плёнка гидроксидов сразу же разрушается и становится рыхлой. Такая рыхлая, пористая плёнка свободно пропускает кислород к поверхности металла, и окисление продолжается. Железо неспособно защитить себя от дальнейшего окисления, так образуется ржавчина. Если покрыть железо слоем металла, образующего защитную плёнку, например оловом или цинком, то их защитная плёнка не пропустит кислород как к металлу покрытия, так и к железу, находящемуся под покрытием. Следовательно, железо будет защищено от коррозии. И цинкование (цинк), и лужение (олово) работают примерно одинаково, отличия будут в случае, если повредить покрытие в месте коррозии и обнажить железо. Цинк и железо образуют гальваническую пару, в которой железо является менее активным металлом, в результате цинк в составе покрытия вступает в реакции коррозии первым (гальванический анод), а основной металл (железо) остаётся практически «нетронутым». Олово и железо тоже образуют гальваническую пару, однако в ней железо будет более активным металлом, в результате олово многократно ускорит процесс коррозии железа в месте повреждения покрытия. 
Толщина цинкового слоя зависит от температуры и продолжительности процесса цинкования и колеблется от 6 мкм для гальванического цинкования до 1,5 мм.

## Виды цинкования
- Гальванический способ — электрохимическое осаждение цинка на поверхности металла в растворе цинксодержащего электролита.
- Горячее цинкование — характеризуется наибольшими защитными свойствами.
- Диффузионное цинкование — обработка в порошке цинка (шерардизация) при температуре 290—450 °C, либо обработка в парах цинка при температуре 800—900 °C.
- Шоопирование — обработка расплавленным цинком путём напыления из специального пистолета.
- Холодное цинкование — нанесение на подготовленную поверхность способами, применяемыми для обычных полимерных красок, специального состава с содержанием цинкового порошка, в результате чего образуется покрытие, обладающее свойствами, присущими горячеоцинкованному и полимерному покрытиям.
- Газодинамическое цинкование — нанесение сверхзвуковым потоком на поверхности любой конфигурации, характеризуется высокой адгезией.
- Цинкирование — процесс покрытия металла (железа или стали) слоем цинка для защиты от коррозии путём нанесения цинкирующего состава.